# Manuel Herrera Vega
Manuel Jesús Herrera Vega (Jalisco, México, 1 de diciembre de 1971) es un político y empresario jalisciense dedicado al ramo de la joyería; de 2015 a 2018 fue Presidente de la Confederación de Cámaras Industriales. Fue Presidente de la Asociación de Industriales Latinoaméricanos (AILA)
Recientemente estuvo a cargo de la Coordinación de los Foros Mexico Méjor Futuro, dando como resultado la Agenda Pública del Sector Privado del Consejo Coordinador Empresarial (CCE). A partir del 6 de diciembre de 2024, Manuel Herrera es el titular de la Secretaría de Desarrollo Energético Sustentable en el gobierno de Pablo Lemus.

## Biografía y educación
Nació en una familia dedicada a la joyería; empresa que con el paso del tiempo se convertiría en Mackech, fabricante y exportadora.
Estudió la licenciatura en Administración de empresas en el Instituto Tecnológico de Estudios Superiores de Occidente ITESO y posteriormente realizó una maestría en Política y Gestión Pública en la misma institución. También, en 1998, se tituló como diseñador por «Le Arti Orafe» de Florencia, Italia.

## Trayectoria empresarial
Por más de 18 años ha participado en diversos organismos empresariales, siendo Presidente; de 2003 a 2005 de la Cámara de la Industria de Joyería y Platería del Estado de Jalisco; de 2005 a 2007 de Expo Guadalajara; de 2010 a 2013 del Consejo de Cámaras Industriales de Jalisco (CCIJ) y de 2013 a 2018 Presidente Fundador de MIND, “México Innovación y Diseño”, proyecto punta de lanza en el país y con próximas aperturas en más ciudades.
Cuenta con más de 20 años de experiencia en el sector empresarial y es propietario de las marcas de joyería: MACKECH, MCK, CUZAN y 381, además de ser socio accionista en empresas de los sectores; Joyero, Crédito y Financiamiento, Coogeneración de Energía y Agroalimentario.
Fue Coordinador Presidente de las Cámaras Industriales de Jalisco (CCIJ), destacando la coordinación que permitió instrumentar el Plan Estratégico de la Industria de Jalisco; impulsó la Estrategia de Ecosistemas de Negocios fomentando la colaboración y el encadenamiento productivo; impulsó trabajos contra el Contrabando, la Piratería y el Comercio Ilegal, posicionando el tema en la agenda pública y propiciando políticas públicas en la materia. Desde el CCIJ promovió en todos los niveles la instrumentación del proyecto MIND. 
A lo largo de los años, la visión de Manuel Herrera ha sido consistente con los intereses tanto del empresario como del trabajador, resaltando valores de responsabilidad social empresarial que incluyan a proveedores, clientes y trabajadores a través del desarrollo de políticas que apoyen decididamente el desarrollo de las Pymes, su acceso a las cadenas productivas y al financiamiento.
Durante su gestión al frente de CONCAMIN obtuvo el distintivo como Organismo Promotor de Responsabilidad Social Empresarial (RSE). Como principales logros destaca la articulación de la “Alianza por una Política Industrial de Nueva Generación” mediante la cual se instrumentaron diversas acciones encaminadas a incrementar la productividad del sector Industrial y de las pymes de México. Particularmente impulsó la innovación creando el “Sistema Mexicano de Innovación”; fortaleció el “Encadenamiento Productivo” incrementando el valor agregado y contenido nacional de nuestras exportaciones; y privilegió la atracción, retención y el “Desarrollo de Talento” en México basado en el aprovechamiento del bono demográfico y una efectiva vinculación con el sector académico.
Encabezó el relanzamiento del distintivo “Hecho en México” con el objetivo de reconocer y fortalecer los productos mexicanos, el orgullo e identidad nacional y a la par creó e impulsó el movimiento “Creamos en México” cuyo propósito es destacar la calidad de los productos y servicios mexicanos y la necesidad de generar un círculo virtuoso de talento, creación y consumo mexicano, como herramienta para enfrentar los retos que supone para nuestras presentes y futuras generaciones, la cuarta revolución industrial denominada “Industria 4.0”.
Dentro de los reconocimientos que ha recibido, destacan en 2014 la “Médalla al Mérito Industrial”, máximo reconocimiento que otorga el (CCIJ); y en 2017 el “Premio José María Roca” que lo distingue como Industrial del año por parte de (AILA).

## Principales cargos
- Presidente de la Confederación de Cámaras Industriales de los Estados Unidos Mexicanos, (CONCAMIN) (2015 - 2018)
- Consejero Nacional del Consejo Coordinador Empresarial (CCE)
- Presidente de la Asociación de Industriales Latinoaméricanos (AILA)
- Coordinador Presidente del Consejo de Cámaras Industriales de Jalisco (CCIJ) 2010-2013
- Presidente Fundador de MIND, “México Innovación y Diseño”
- Presidente de la Asociación Civil Guadalajara 2020
- Consejero, Coordinador del Grupo de Calidad y Coordinador de Exposiciones dentro de la Cámara Regional de la Industria de Joyería y Platería del Estado de Jalisco
- Presidente de la Cámara de la Industria de Joyería y Platería del Estado de Jalisco (2003-2005)
- Presidente de Expo Guadalajara (2005-2007)
- Vicecoordinador, Presidente de la Comisión de Estado de Derecho y Tesorero en el Consejo de Cámaras Industriales de Jalisco .
- Miembro de la Mesa Directiva, Coordinador de la Zona Occidente y Vicepresidente, además de presidir la Comisión PYME de CONCAMIN
- En el Comité Nacional de Productividad (CNP), como Coordinador del Subcomité de Adiestramiento, Capacitación y Certificación de Competencias Laborales; Subcomité de Apoyo a PYME´s y Emprendedores; y el Subcomité de Innovación.
- Evaluador y Consejero en el Comité de Evaluación del Premio Nacional de los Emprendedores del Instituto Nacional Emprendedor de la Secretaría de Economía
- Consejero ante el Instituto Mexicano del Seguro Social (IMSS)
- Consejero ante el Instituto del Fondo Nacional de la Vivienda para los Trabajadores (INFONAVIT).